# Têtes brûlées (film, 1929)
Pour les articles homonymes, voir Les Têtes brûlées.
Pour plus de détails, voir Fiche technique et Distribution.
Têtes brûlées (The Cock-Eyed World) est un film américain réalisé par Raoul Walsh, sorti en 1929.

## Synopsis
Les aventures amoureuses des sergents Flagg et Quirt au cours de leurs différentes missions que ce soit en Russie ou sous les Tropiques...

## Fiche technique
- Titre original : The Cock-Eyed World
- Titre français : Têtes brûlées
- Réalisation : Raoul Walsh
- Scénario : Raoul Walsh, d'après la pièce Tropical Twins de Laurence Stallings et Maxwell Anderson
- Costumes : Sam Benson
- Photographie : Arthur Edeson
- Son : Edmund H. Hansen
- Montage : Jack Dennis
- Production : William Fox
- Société de production : Fox Film Corporation
- Société de distribution : Fox Film Corporation
- Pays de production :  États-Unis
- Langue originale : anglais
- Format : noir et blanc — 35 mm — 1,20:1 — son Mono (MovieTone), il existe aussi une version muette
- Genre : Comédie dramatique, Film musical
- Durée : 115 minutes
- Dates de sortie : 
  - États-Unis : 3 août 1929 (première à New York) - version parlante
  - États-Unis : 5 octobre 1929 - version muette

## Distribution

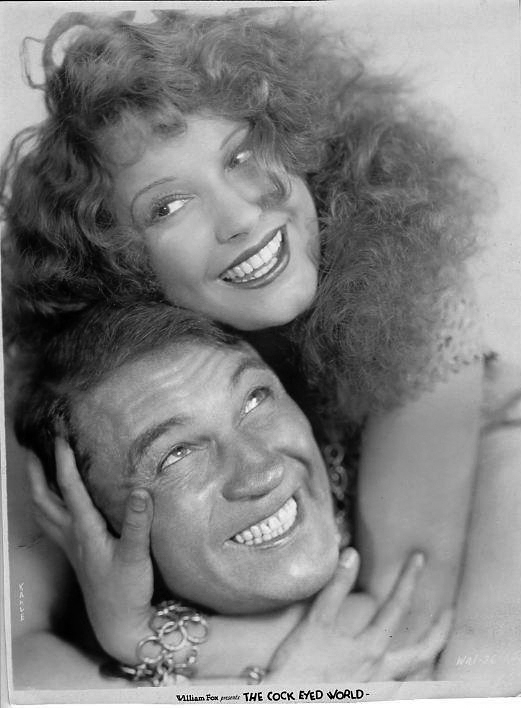
Lili Damita et Victor McLaglen.

- Victor McLaglen : Sergent Flagg
- Edmund Lowe : Sergent Harry Quirt
- Lili Damita : Mariana Elenita
- Leila Karnelly : Olga
- El Brendel : "Yump" Olson
- Bob Burns : Connors
- Jeanette Dagna : Katinka
- Joe Brown : Brownie
- Stuart Erwin : Buckley
- Ivan Linow : Sanovich
- Jean Laverty : Fanny
- Soledad Jiménez : l'aubergiste
- Curley Dresden : O'Sullivan
- Joe Rochay : Jacobs
- Willie Keeler : Brawler

## Chansons du film
- Semper Fidelis : musique de John Philip Sousa.
- Over There : paroles et musique de George M. Cohan.
- Rose of No Man's Land : paroles de James Caddigan, musique de Joseph A. Brennan.
- K-K-K-Katy : paroles et musique de Geoffrey O'Hara.
- (What Has Become of) Hinky Dinky Parlay Voo : paroles et musique de Al Dubin, Irving Mills, Jimmy McHugh et Irwin Dash.
- So Long et So Dear to Me : paroles et musique de Sidney Mitchell, Archie Gottler et Con Conrad.
- You're the Cream in My Coffee : paroles de Lew Brown et B. G. DeSylva, musique de Ray Henderson.
- Glorianna : paroles et musique de Lew Clare et Sidney Pollack.

## Autour du film
Victor McLaglen et Edmund Lowe avaient déjà interprété les mêmes personnages de "Flagg" et "Quirt" dans Au service de la gloire en 1926 et le feront encore dans Women of All Nations en 1931 et dans Fille de feu en 1933.